# Batheulima
Genre
Batheulima est un genre de mollusques gastéropodes de la famille Eulimidae. Les espèces rangées dans ce genre sont marines et parasitent des échinodermes ; l'espèce type est Batheulima fuscoapicata.

## Distribution
Certaines de ces espèces sont distribuées dans le Nord de l'océan Atlantique.

## Liste d'espèces
Selon World Register of Marine Species (20 juin 2021) :
- Batheulima abbreviata (Jeffreys, 1884)
- Batheulima epixantha Simone, 2002
- Batheulima fuscoapicata (Jeffreys, 1884) - espèce type
- Batheulima lutescens Simone, 2002
- Batheulima thurstoni Bouchet & Warén, 1986

## Publication originale
- (de) Fritz Nordsieck, Die europäischen Meeres-Gehäuseschnecken (Prosobranchia). Vom Eismeer bis Kapverden und Mittelmeer, Stuttgart, Gustav Fischer, 1968, 273 p. (ISBN 978-3437303609).